# Иерархия Харди
Иерархия Харди, предложенная английским математиком  Годфри Харди в 1904 году, представляет собой семейство функций  {\displaystyle (H_{\alpha }:\mathbb {N} \rightarrow \mathbb {N} )_{\alpha <\mu }}, где {\displaystyle \mu } – это некий большой счётный ординал, такой,  что фундаментальные последовательности присвоены всем предельным ординалам, меньшим чем {\displaystyle \mu }. 
Иерархия Харди определяется следующим образом:
- {\displaystyle H_{0}(n)=n}
- {\displaystyle H_{\alpha +1}(n)=H_{\alpha }(n+1)}
- {\displaystyle H_{\alpha }(n)=H_{\alpha [n]}(n)}, если и только если {\displaystyle \alpha } – предельный ординал,

где  {\displaystyle \alpha [n]} обозначает  {\displaystyle n}-й элемент фундаментальной последовательности присвоенной предельному ординалу  {\displaystyle \alpha }.
Каждый ненулевой ординал {\displaystyle \alpha <\varepsilon _{0}=\min\{\beta |\beta =\omega ^{\beta }\}} может быть представлен в уникальной нормальной форме Кантора {\displaystyle \alpha =\omega ^{\beta _{1}}+\omega ^{\beta _{2}}+\cdots +\omega ^{\beta _{k-1}}+\omega ^{\beta _{k}},} где {\displaystyle \omega } – первый трансфинитный ординал, {\displaystyle \alpha >\beta _{1}\geq \beta _{2}\geq \cdots \geq \beta _{k-1}\geq \beta _{k}}.
Если {\displaystyle \beta _{k}>0}, тогда {\displaystyle \alpha } – предельный ординал и ему может быть присвоена фундаментальная последовательность следующим образом:
{\displaystyle \alpha [n]=\omega ^{\beta _{1}}+\omega ^{\beta _{2}}+\cdots +\omega ^{\beta _{k-1}}+\left\{{\begin{array}{lcr}\omega ^{\gamma }n{\text{, если }}\beta _{k}=\gamma +1\\\omega ^{\beta _{k}[n]}{\text{, если }}\beta _{k}{\text{ - предельный ординал.}}\\\end{array}}\right.}
Если {\displaystyle \alpha =\varepsilon _{0}}, тогда {\displaystyle \alpha [0]=0} и {\displaystyle \alpha [n+1]=\omega ^{\alpha [n]}}.
Используя эту систему фундаментальных последовательностей можно определить иерархию Харди до первого числа эпсилон {\displaystyle \varepsilon _{0}}.
Для {\displaystyle \alpha <\varepsilon _{0}} иерархия Харди соотносится с  быстрорастущей иерархией  согласно равенству 
{\displaystyle H_{\omega ^{\alpha }}(n)=f_{\alpha }(n)}
и при  {\displaystyle \alpha =\varepsilon _{0}} иерархия Харди "догоняет" быстрорастущую иерархию, то есть
{\displaystyle f_{\varepsilon _{0}}(n-1)\leq H_{\varepsilon _{0}}(n)\leq f_{\varepsilon _{0}}(n+1)} для всех {\displaystyle n\geq 1}.  
С более мощными системами фундаментальных последовательностей можно ознакомиться на следующих страницах:
- Функция Веблена
- Пси-функции Бухгольца

Для иерархии Харди также верно равенство {\displaystyle H_{\alpha +\beta }(n)=H_{\alpha }(H_{\beta }(n))}.